# Parafia Chrystusa Króla w Bażanach
Parafia Chrystusa Króla – polska rzymskokatolicka parafia, znajdująca się we wsi Bażany w gminie Kluczbork, należąca do dekanatu kluczborskiego, w diecezji opolskiej.

## Historia parafii
Kościół w Bażanach został wybudowany w 1942 roku, jego konsekracja miała miejsce 30 sierpnia 1942 roku. Do 1986 roku był to kościół filialny Parafii Św. Trójcy w Bogacicy, z której 7 października 1986 roku została wyodrębniona tworząc odrębną parafię.
Już w 1975 roku kościół parafialny został poddany remontowi, m.in. zmieniono wystrój prezbiterium, a poświęcenia nowego ołtarza dokonał ksiądz biskup Antoni Adamiuk, ówczesny biskup pomocniczy diecezji opolskiej. W latach 2001–2002 przeprowadzone zostały kolejne prace remontowe, m.in. wyremontowano dach i odnowiono elewację kościoła.

## Liczebność i zasięg parafii
Parafię zamieszkuje 523 mieszkańców i swym zasięgiem obejmuje ona tylko wieś Bażany.

### Szkoły i przedszkola
- Publiczne Przedszkole w Bażanach,

## Duszpasterze
Od 15 grudnia 2021 roku proboszczem parafii jest ks. Bogdan Węgrzyn.

### Kapłani po 1945 roku
- ks. Piotr Gołąbek
- ks. Jan Polok
- ks. Edward Sobiegała
- ks. Bogdan Węgrzyn[3]